# Tratado de Segurança UK-USA

Países membros do Tratado

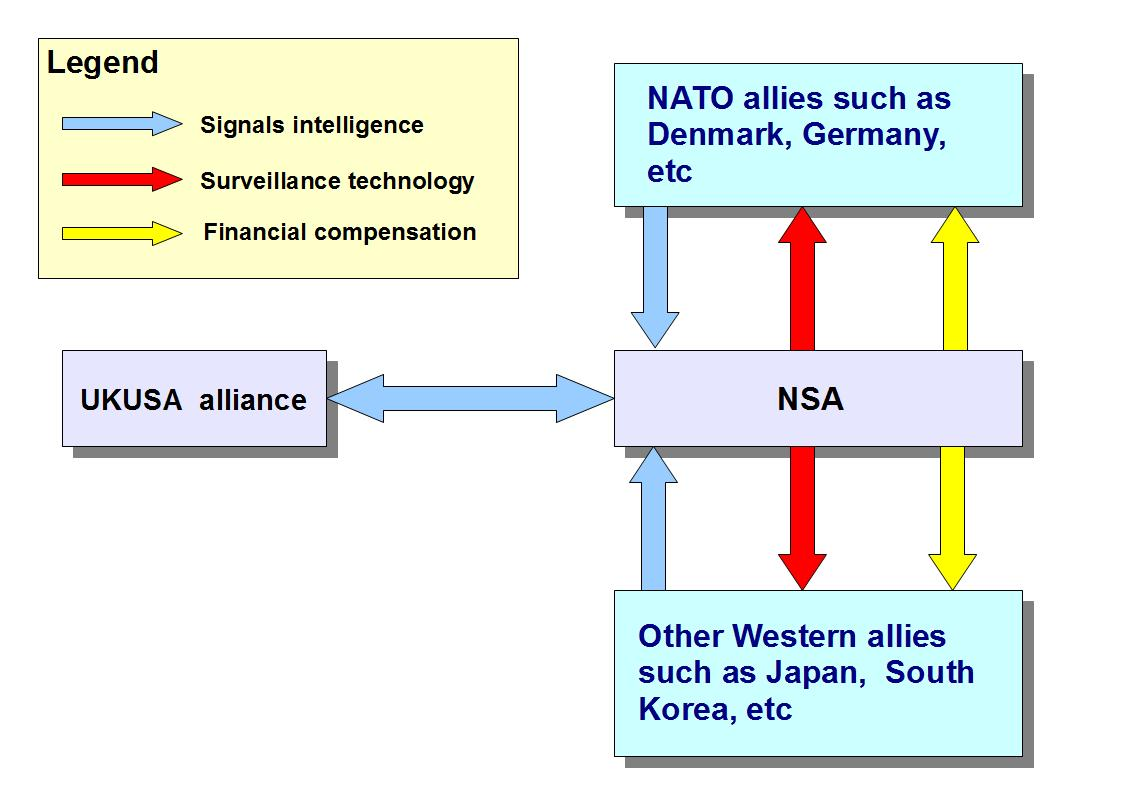
O diagrama mostra a relação entre a Agência de Segurança Nacional dos EUA (NSA) e as chamadas "segundas partes", que compreende a comunidade UKUSA, havendo intenso compartilhamento mútuo de inteligência de sinais; e os "terceiros", composta por membros da Organização do Tratado do Atlântico Norte (NATO) e outros aliados ocidentais que fornecem sinais inteligência para a NSA em troca de tecnologia de vigilância e dinheiro.

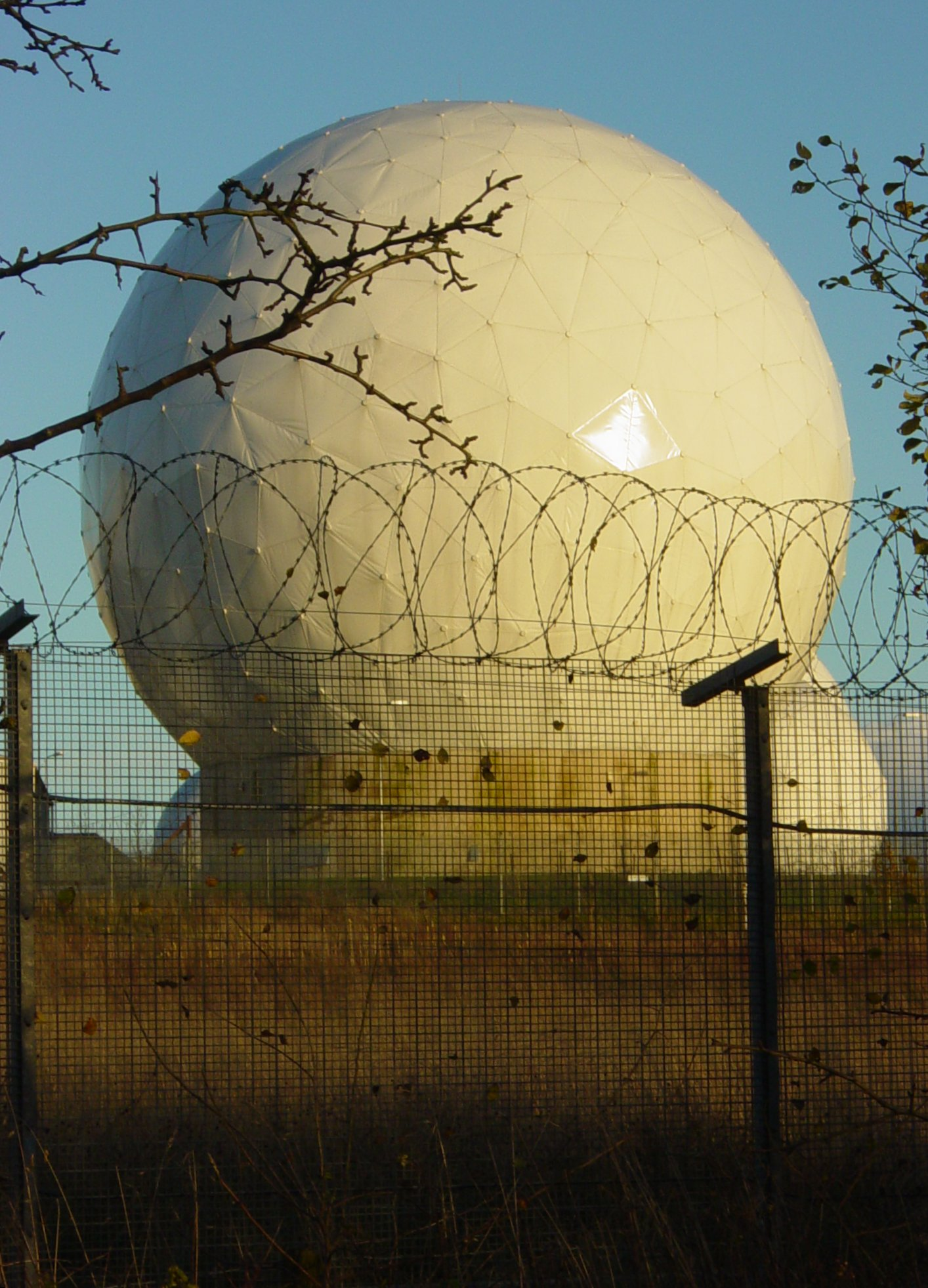
Uma das cúpulas geodésicas situadas na base RAF Menwith Hill, usadas para esconder a direção de antenas e equipamentos do sistema Echelon

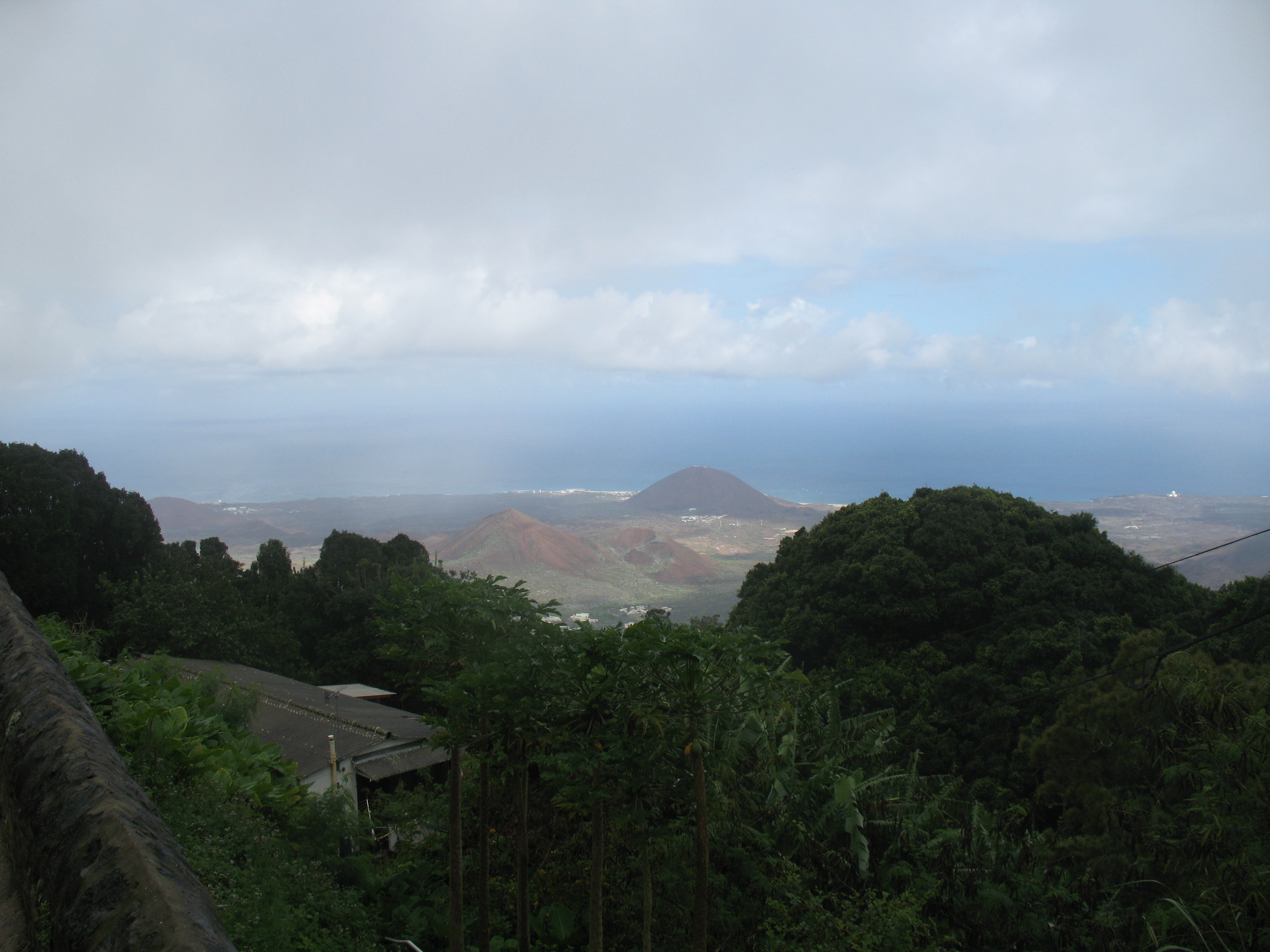
A Ilha de Ascensão é apontada como uma das possíveis bases do Sistema Echelon.

O Tratado de Segurança UK-USA (em inglês:  UK–USA Security Agreement) é um acordo que estabelece a aliança de cinco países anglófonos com o propósito de compartilhar informação secreta, especialmente inteligência de interceptação de sinais. Fazem parte do tratado a Austrália, o Canadá, a Nova Zelândia, o Reino Unido e os Estados Unidos da América, os quais em conjunto são denominados Os Cinco Olhos (em inglês:  The Five Eyes)
Originalmente, o tratado era restrito ao Reino Unido e aos Estados Unidos, tendo sido assinado em março de 1946; posteriormente foi permitida a inclusão dos demais países. Este Tratado era tão secreto que foi mantido sob sigilo dos primeiro-ministros da Austrália até 1973. O tratado formalizou a Carta do Atlântico, assinada em 1941, antes da entrada americana na Segunda Guerra Mundial, que visava a partilha de informação secreta entre os Estados Unidos e a Grã-Bretanha.

## Organizações Participantes
A montagem do sistema coincide com a construção da hegemonia norte-americana a partir da segunda metade do século XX, após a Segunda Guerra Mundial. As organizações participantes, sob o comando da NSA são os serviços de informação dos estados membros do Acordo, a saber:[carece de fontes?]
- NSA (National Security Agency) dos Estados Unidos
- GCHQ (Government Communications Headquarters) do Reino Unido;
- Serviço de Segurança de Comunicações Canadense (CSEC);
- ASD (Australian Signals Directorate) da Austrália;
- GCSB (Government Communications Security Bureau) da Nova Zelândia.

## Atividades de Participação Conjunta

### Echelon
É uma rede de vigilância global e espionagem para a coleta e análise de sinais de inteligência (SIGINT), operada inicialmente pelos cinco Estados signatários do Tratado de Segurança UK-USA conhecidos como "Cinco Olhos" (Five Eyes - em inglês): Estados Unidos, Canadá, Austrália, Nova Zelândia e Reino Unido.
Em 2013, documentos publicados em jornais mundialmente e revelados por Edward Snowden, confirmam o uso da rede para espionagem de outros países e vigilância global.[carece de fontes?]
Antes das revelações de 2013 havia indícios das atividades de espionagem do sistema, confirmados em 2013 incluindo a espionagem do Brasil não apenas pelos Estados Unidos mas por outro signatário do Tratado, o Canadá.
Em 29 de março de 2014, o jornal Der Spiegel publicou documentos que mostram que como parte do programa de Vigilância Global da NSA, mesmo os sistemas de satélite da Alemanha se tornaram alvo de espionagem feita pelo CGHQ, membro do conhecido grupo chamado Five Eyes, Cinco Olhos, em português. Os cinco países participam do sistema de Vigilância global sob o comando da NSA.

### SIVAM
Segundo o relatório de investigação feita pelo Parlamento Europeu em 2001, o Echelon foi usado pelos EUA para colaborar com a empresa americana Raytheon por ocasião da concorrência, lançada pelo governo brasileiro, por serviços e equipamentos para o sistema de vigilância da Amazônia, o SIVAM. Os americanos venceram a disputa.